# Coccothrinax argentata
Coccothrinax argentata es una palma de la familia  Arecaceae.

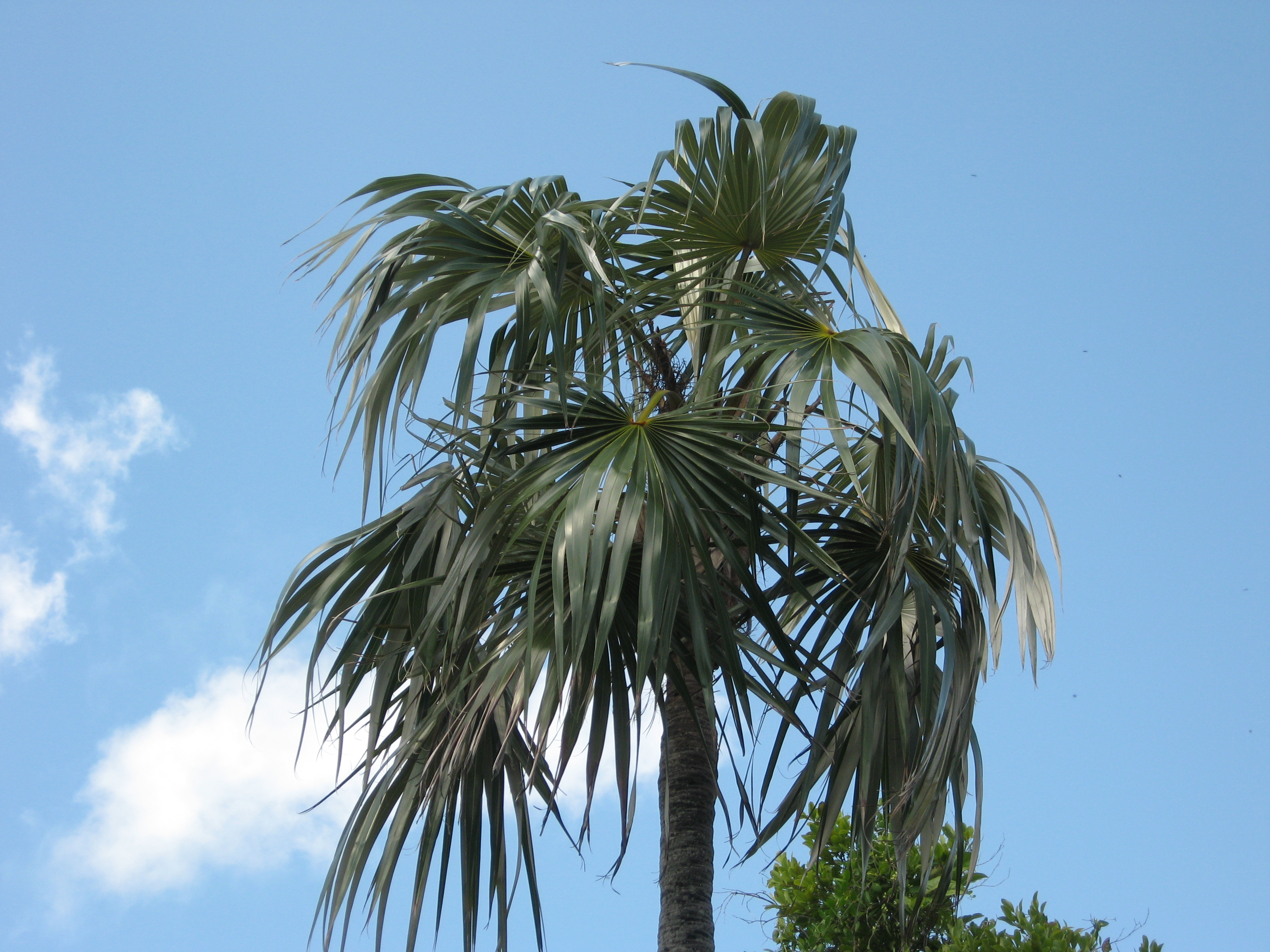
Vista del capitel

## Descripción
Tiene un tronco de 5-10 metros y 12 cm de diámetro, hojas en forma de abanico, ceniciento-plateadas en el  envés, divididas en 40-50 segmentos con las extremidades curvadas. Inflorescencia corta, recurvada y ramificada. Frutos globulares, de color negro, cuando están maduros. Tolerante con suelos salinos y arenosos.

## Distribución
Es nativa de las Bahamas, sur de Florida, incluyendo los  Cayos de Florida, sureste de México e isla de  San Andrés y Providencia. También ha sido colectada en Swan Islands (Islas del Cisne) de Honduras. (Nelson, C. Catálogo de las plantas vasculares de Honduras. Espermatofitas. SERNA [Secretaría de Recursos Narurales y Ambiente]. Editorial Guaymuras. Tegucigalpa. 2008.)  

## Nombres comunes
Palma de plata de Florida, yuruguana de costa, palmicha, Florida silver palm, silver palm, silver thatch palm, Biscayne palm,  palmeira prateada de leque.

## Taxonomía
Coccothrinax argentata fue descrita por (Jacq.) L.H.Bailey y publicado en Gentes Herbarum; Occasional Papers on the Kinds of Plants 4(6): 223. 1939.
Etimología
Coccothrinax: nombre genérico que deriva probablemente de coco = "una baya", y la palma Thrinax nombre genérico.
argentata: epíteto latino que significa "plateada".
Sinonimia
- Palma argentata Jacq. (1804).
- Thrinax garberi Chapm. (1878).
- Coccothrinax garberi (Chapm.) Sarg. (1899).
- Coccothrinax jucunda Sarg. (1899).
- Coccothrinax jucunda var. macrosperma Becc. (1907).
- Coccothrinax jucunda var. marquesensis Becc. (1907).
- Thrinax altissima N.Taylor in L.H.Bailey (1917).[8]